# (71001) Natspasoc
(71001) Natspasoc es un asteroide del cinturón principal descubierto el 7 de diciembre de 1999 por Charles W. Juels en el observatorio de Fountain Hills en Estados Unidos. Está nombrado en honor de la National Space Society' estadounidense.